# Birwinken
Birwinken (gsw. Berwingge) – miejscowość i gmina (Politische Gemeinde) w północno-wschodniej Szwajcarii, w kantonie Turgowia, w okręgu (Bezirk) Weinfelden.  

## Demografia
W Birwinken mieszkają 1 333 osoby. W 2021 roku 14% populacji gminy stanowiły osoby urodzone poza Szwajcarią. 